# 松下新平
松下 新平（まつした しんぺい、1966年（昭和41年）8月18日 - ）は、日本の政治家。自由民主党所属の参議院議員（4期）、参議院北朝鮮による拉致問題等に関する特別委員長、自由民主党総務会長代理。
総務副大臣兼内閣府副大臣（第3次安倍第1次改造内閣）、国土交通大臣政務官（第2次安倍内閣）、宮崎県議会議員（2期）を務めた。

## 経歴
宮崎県東諸県郡高岡町（現・宮崎市高岡町）生まれ。1979年3月、高岡町立高岡小学校卒業。1982年3月、高岡町立高岡中学校卒業。1985年3月、宮崎県立宮崎西高等学校卒業。1992年3月、法政大学第二法学部政治学科卒業。1992年4月、宮崎県職員に就職。
1996年12月、宮崎県庁を退職。1997年1月から自民党参議院議員・長峯基の秘書として活動。
1999年、宮崎県議会議員選挙に自民党から立候補し、初当選。2003年に再選。

### 自民党離党・参議院出馬
2004年4月、県議会議員を辞職。同年7月の第20回参議院議員通常選挙に無所属で宮崎県選挙区出馬。民主党や連合宮崎など非自民勢力の支援も得て、自由民主党現職の上杉光弘（元自治大臣）を約1万7000票差の277,352票で破った。国会では民主党系会派「民主党・新緑風会」に所属した。県選出の衆参国会議員5人のうち、唯一の非自民系国会議員であった。

### 民主党参院宮崎選挙区公認騒動・民主会派離脱
2007年7月5日に会派離脱を宣言。同年の参議院通常選挙で、長峯は自民党宮崎県連幹部による投票の結果自民党の公認を得られなかった。そのため、松下は民主党に自民党の公認を失った長峯の支援を求めたが、松下の元秘書である外山斎が立候補を表明したことで破談。外山の出馬に対して、「私には相談がなかった。ボタンの掛け違いだった」と不快感を示した。民主党が外山斎を宮崎選挙区に無所属として擁立したことに松下は反発し、会派を離脱して長峯を独自に支援すると表明したため、非自民票が割れた。松下は記者会見で、長峯氏の公設秘書を務めたことなどに触れ、「人間の道理、政治家の道理として長峯基先生を支持する」と支持理由を説明し、自らは民主系会派は離脱せず、自身の処遇は「会派なり党なりが判断する」と結論を委ねた。「選挙後の枠組みも含めて民主なのか自民なのかどういうスタンスなのか」と質問されると、松下は「ちょうどど真ん中とご理解いただきたい」と答えた。地元紙『宮崎日日新聞』7月9日号コラム「くろしお」が「非自民」の票を投じた有権者への裏切りではないかと批判すると、松下は緑風会を引き合いに出し「参議院のあり方が問われている現状の国会運営や近い将来興ることを確信する政界再編の流れの中で、敢えて、厳しい環境ではありますが、これまで通り、軸がぶれることなく、高い志を持って、正々堂々と政治活動を行っていく私の想いとご理解いただきたいと想います。」と反論した。長峯は無所属で出馬したものの、自民党公認の小斉平敏文に敗れた。

### 改革クラブ入党から自民党入り以降
2008年8月29日、この日設立の新党・改革クラブ（新党改革）に結党から参加。2009年12月、次期参院選挙で自民党からの出馬を打診されたが、改革クラブ所属議員が4人となり政党交付金を受け取れる政党要件（国会議員5人以上）を満たさなくなるため、自民党は引退を表明している参議院議員の山内俊夫を改革クラブに移籍させると報道された。2010年（平成22年）1月15日に山内と入れ代わりで自民党入党。
2010年、第22回参議院議員通常選挙で宮崎県選挙区における自民党公認候補となり、再選。
2011年4月14日、東日本大震災の復興補正予算が議論される中、復興予算捻出のためのODA削減案に反対する超党派連合のメンバーとして名を連ねる。2012年秋、総裁退任直後の谷垣による勉強会「有隣会」に参加。同年12月、第2次安倍内閣の国土交通大臣政務官（災害対策関係施策、土地・建設産業、水管理・国土保全、鉄道、自動車、気象関係施策の担当）に就任した（2013年9月に退任）。
2015年10月、第3次安倍第1次改造内閣の総務副大臣（情報通信、放送行政、郵政行政に関すること）兼内閣府副大臣（マイナンバー制度に関すること、郵政民営化に関すること）に就任した。
2016年7月、第24回参議院議員通常選挙で3選。2018年10月、自民党外交部会長に就任した。2019年9月、自民党財務金融部会長（財政、税、地域金融、Fintech（フィンテック）などを所管）に就任。
2022年の第26回参議院議員通常選挙で、立憲民主党、国民民主党、参政党、日本共産党、NHK党のそれぞれが擁立した5候補を破り、4選。
2024年9月27日に行われた自民党総裁選挙において、1回目の投票、決選投票、いずれも石破茂に投じた。

## 政策・主張

### 憲法
- 憲法改正について、2022年のNHK、毎日新聞社のアンケートで「賛成」と回答[17][18]。
- 9条改憲について、2022年の毎日新聞社のアンケートで「改正して、自衛隊の存在を明記すべきだ」と回答[18]。9条への自衛隊の明記について、2022年のNHKのアンケートで「賛成」と回答[17]。
- 憲法を改正し緊急事態条項を設けることについて、2022年のNHKのアンケートで「賛成」と回答[17]。

### 外交・安全保障
- 安全保障関連法について、2016年のアンケートで「今のままでよい」と回答[19]。
- 核武装について、2016年のアンケートで「将来にわたって検討すべきでない」と回答[19]。
- 敵基地攻撃能力を持つことについて、2022年のNHKのアンケートで「賛成」と回答[17]。
- 普天間基地の辺野古移設について、2022年の毎日新聞社のアンケートで「賛成」と回答[18]。
- ロシアは2022年2月24日、ウクライナへの全面的な軍事侵攻を開始した[20]。日本政府が行ったロシアに対する制裁措置についてどう考えるかとの問いに対し、2022年のNHKのアンケートで「さらに強めるべきだ」と回答[17]。同年の毎日新聞社のアンケートで「制裁をより強めるべきだ」と回答[18]。
- 2022年6月7日、政府は経済財政運営の指針「骨太方針」を閣議決定した。NATO加盟国が国防費の目標としている「GDP比2％以上」が例示され、防衛力を5年以内に抜本的に強化する方針が明記された[21]。「防衛費を今後どうしていくべきだと考えるか」との問いに対し、2022年のNHKのアンケートで「ある程度増やすべき」と回答[17]。

### ジェンダー
- 選択的夫婦別姓制度の導入について、2022年のNHKのアンケートで「反対」と回答[17]。
- 同性婚を可能とする法改正について、2022年のNHKのアンケートで「反対」と回答[17]。
- クオータ制の導入について、2022年のNHKのアンケートで「どちらかと言えば賛成」と回答[17]。

### その他
- アベノミクスについて、2022年の毎日新聞社のアンケートで「当面は継続すべきだ」と回答[18]。
- 「原子力発電への依存度を今後どうするべきか」との問題提起に対し、2022年のNHKのアンケートで「今の程度でよい」と回答[17]。
- 国会議員の被選挙権年齢の引き下げについて、2022年の毎日新聞社のアンケートで「賛成」と回答[18]。
- 2016年の米国大統領選挙について「ドナルド・トランプとヒラリー・クリントンのどちらを支持するか」との問いに対し、2016年の毎日新聞社のアンケートで「クリントン」と回答[19]。
- 2016年2月8日、高市早苗総務大臣は、放送局が政治的公平性を欠く放送を繰り返した場合、電波法に基づき電波停止を命じる可能性に言及した[22]。安倍晋三首相は2月15日の衆議院予算委員会で野党の批判に反論し、高市の発言を擁護した[23]。政府の姿勢をどう思うかとの問いに対し、2016年の毎日新聞社のアンケートで「問題とは思わない」と回答[19]。

## 不祥事

### 高齢者への公職選挙法違反（投票干渉）事件
松下が当選した2010年の第22回参議院議員通常選挙において、宮崎県警察は投票日の翌日、選挙期間中、高齢者の手に候補者名を書いて候補者への投票を求めたとして、公職選挙法違反（投票干渉）の容疑で3人を逮捕した。このとき書かれていた候補者名は松下と、公明党の比例区より出馬した秋野公造だった。県警は、3容疑者について両候補の支援者と説明している。

### 迂回献金による税還付
2009年から2011年にかけ、自らが代表を務める自民党支部に対して寄付を行った後、後援会や資金管理団体に対し支部が寄付させる手口で計約2,200万円を還流させ税を還付していたことが、国土交通大臣政務官就任後に分かった。

### 中国の海外警察元幹部の疑惑がある女性が秘書として出入り
中国当局が設置した「海外警察」の拠点だとして、スペインの人権団体に指摘された一般社団法人で幹部を務めた中国籍の女性を、2019年秋から少なくとも2021年まで、「外交顧問兼外交秘書」として自身の事務所に出入りさせ、名刺や議員会館内を自由に往来できる通行証なども与えていたことが報じられた。報道によれば、この中国籍女性が経営していた風俗店を整体院と偽って新型コロナ対策の持続化給付金を詐取したとして、警視庁公安部に書類送検されたことから発覚した。事務所は女性について「関係ない」としたが詳しい経緯は説明していない。
2021年12月発売の『週刊文春』は「自民『大臣候補』が溺れる中国人秘書とカネ」と題する記事で、松下氏と中国人女性が男女関係にあるなどと報じた。記事で名誉を傷つけられたとして松下が、発行元の文芸春秋に損害賠償などを求めた訴訟で、2024年9月6日東京地裁は、名誉毀損を認めて同社に275万円の支払いを命じる判決を言い渡した。判決は、事務所関係者の情報提供に基づいた取材結果では、2人が会食したことが確認できるにとどまり、男女関係の存在をうかがわせる具体的な事実はないと指摘、「情報提供に安易に依拠して男女関係があると決めつけ、客観的な裏付けを欠いたまま記事を掲載した」と述べ、記事は真実ではなく、真実と信じた相当な理由もないと判断した。週刊文春編集部は判決を受けて「判決を精査のうえ、控訴します」とコメントした。

## 人物・信仰
- 民主党会派に所属していた際に自らの秘書を務めていた外山が民主党に公認されたことで民主党参院宮崎選挙区の公認騒動が起きた際に、「人間の道理、政治家の道理として長峯基先生を支持する」と自らが公設秘書を務めていた長峯を支持した[3]。
- 2009年4月26日、佛所護念会教団の宮崎協会開堂10周年記念式典が開催され、1998年ごろから同教団に所属していたとされている松下は、出席した会場で祝辞を述べていたことを公式サイトで報告していた[30]。

## 所属団体・議員連盟
- 自民党たばこ議員連盟[31][32]
- ラグビーワールドカップ 2019 日本大会成功議員連盟
- 創生「日本」[31]
- 北朝鮮に拉致された日本人を早期に救出するために行動する議員連盟 [31]
- 日本の領土を守るため行動する議員連盟 [31]
- 日中友好議員連盟[31]
- 日華議員懇談会 [31]
- みんなで靖国神社に参拝する国会議員の会 [31]
- 新憲法制定議員同盟 [31]
- 日本会議国会議員懇談会 [31]
- 神道政治連盟国会議員懇談会 [31]
- 地下式原子力発電所政策推進議員連盟 [31]
- アジア・太平洋国会議員連合 [31]
- 奥山水源の森 保全・再生議員連盟 [31]
- 将棋文化振興議員連盟 [31]
- 囲碁文化振興議員連盟[33]
- トラック輸送振興議員連盟 [31]
- TPP交渉における国益を守り抜く会
- 人権擁護法案から人権を守る会

## 支援団体
- 全国たばこ販売政治連盟（2022年参院選組織推薦候補者）[34]

## 選挙歴
| 当落 | 選挙                     | 執行日         | 年齢 | 選挙区         | 政党       | 得票数     | 得票率 | 定数 | 得票順位 /候補者数 | 政党内比例順位 /政党当選者数 |
| ---- | ------------------------ | -------------- | ---- | -------------- | ---------- | ---------- | ------ | ---- | ------------------ | ---------------------------- |
| 当   | 1999年宮崎県議会議員選挙 | 1999年4月11日  | 32   | 東諸県郡選挙区 | 無所属     | 1万1525票  | 44.52% | 2    | 1/3                | /                            |
| 当   | 2003年宮崎県議会議員選挙 | 2003年4月13日  | 36   | 東諸県郡選挙区 | 自由民主党 | 9613票     | 37.63% | 2    | 1/4                | /                            |
| 当   | 第20回参議院議員通常選挙 | 2004年07月11日 | 37   | 宮崎県選挙区   | 無所属     | 27万7352票 | 48.53% | 1    | 1/3                | /                            |
| 当   | 第22回参議院議員通常選挙 | 2010年07月11日 | 43   | 宮崎県選挙区   | 自由民主党 | 30万3711票 | 58.61% | 1    | 1/3                | /                            |
| 当   | 第24回参議院議員通常選挙 | 2016年07月10日 | 49   | 宮崎県選挙区   | 自由民主党 | 28万2407票 | 62.04% | 1    | 1/3                | /                            |
| 当   | 第26回参議院議員通常選挙 | 2022年07月10日 | 55   | 宮崎県選挙区   | 自由民主党 | 20万565票  | 48.00% | 1    | 1/6                | /                            |